# Provinciale weg 566
De provinciale weg 566 (N566) is een voormalige provinciale weg in de Nederlandse provincie Limburg. De weg vormde een 8 kilometer lange verbinding tussen Horn en afrit 42 van de A2 in Wessem. Via het lokaal wegennet in Horn is er ook een verbinding met de N279 richting Helmond. De weg behoorde niet tot het regionaal verbindend wegennet en werd in 2003 om die reden overgedragen aan de toenmalige gemeenten Haelen en Heel. Na een gemeentelijke herindeling wordt de weg beheerd door de gemeenten Leudal en Maasgouw. De weg vormt een alternatieve route voor de N273 en de A2.
De voormalige N566 staat beter bekend onder de plaatselijke straatnamen; in Horn als Beegderweg, in Beegden als Heerstraat, in Heel als Heerbaan, in Panheel deels als Heelderweg en deels als Sint-Antoniusstraat en in Wessem als Panheelderweg.
N62 · N69 · N251 · N252 · N253 · N254 · N255 · N256/A256 · N257 · N258 · N260 · N261 · N262 · N263 · N264 · N266 · N267 · N268 · N269 · N270/A270 · N271 · N272 · N273 · N274 · N275 · N276 · N277 · N278 · N279 · N280 · N281 · N282 · N283 · N284 · N285 · N286 · N287 · N288 · N289 · N290 · N291 · N292 · N293 · N294 · N295 · N296 · N296n · N297 · N298 · N300 · N321 · N322 · N324 · N329 · N389 · N394 · N395 · N396 · N397

N556 · N562 · N564 · N570 · N572 · N590 · N595 · N598 · N601 · N602 · N605 · N607 · N612 · N613 · N615 · N616 · N617 · N618 · N620 · N622 · N625 · N629 · N631 · N632 · N637 · N638 · N639 · N640 · N641 · N651 · N652 · N653 · N654 · N655 · N656 · N658 · N659 · N660 · N661 · N662 · N663 · N664 · N665 · N666 · N667 · N668 · N669 · N670 · N671 · N673 · N674 · N675 · N676 · N682 · N683 · N686 · N689 · N690 · N831 · N843

Voormalige provinciale wegen: N299 · N551 · N552 · N553 · N554 · N555 · N560 · N561 · N563 · N565 · N566 · N567 · N568 · N571 · N574 · N580 · N581 · N582 · N583 · N584 · N585 · N586 · N587 · N588 · N589 · N591 · N592 · N593 · N594 · N596 · N597 · N603 · N604 · N606 · N608 · N610 · N611 · N614 · N619 · N621 · N623 · N624 · N626 · N628 · N630 · N634 · N642 · N657